# Pycnoschema operculatum
Pycnoschema operculatum är en skalbaggsart som beskrevs av Thomson 1859. Pycnoschema operculatum ingår i släktet Pycnoschema och familjen Dynastidae. Inga underarter finns listade i Catalogue of Life.